# 테리오헤르페톤
테리오헤르페톤(Therioherpeton)은 트라이아스기 후기 지금의 브라질에 살았던 키노돈트이다. 모식종이자 현재 존재하는 종은 테리오헤르페톤 카르지니니(Therioherpeton cargnini)이다. 테리오헤르페톤의 화석은 1975년 고생물학자 호세 보나파르트(José Bonaparte)와 마리우 코스타 바베레나(Mário Costa Barberena)가 파라나 분지(Paraná Basin)의 산타 마리아 층(Santa Maria Formation)의 하이퍼오다페돈 군집 지역(Hyperodapedon Assemblage Zone)에서 발견되었다.